# Aouste
Aouste település Franciaországban, Ardennes megyében. Lakosainak száma 202 fő (2022. január 1.). Aouste Blanchefosse-et-Bay, Champlin, Estrebay, La Férée, Liart, Prez és Rumigny községekkel határos.

## Népesség
A település népességének változása:
| Lakosok száma | 292  | 268  | 208  | 203  | 201  | 211  | 207  | 205  | 207  | 202  |
|               | 1968 | 1982 | 1999 | 2006 | 2011 | 2015 | 2017 | 2018 | 2020 | 2022 |